# Spiaggia di Fonza

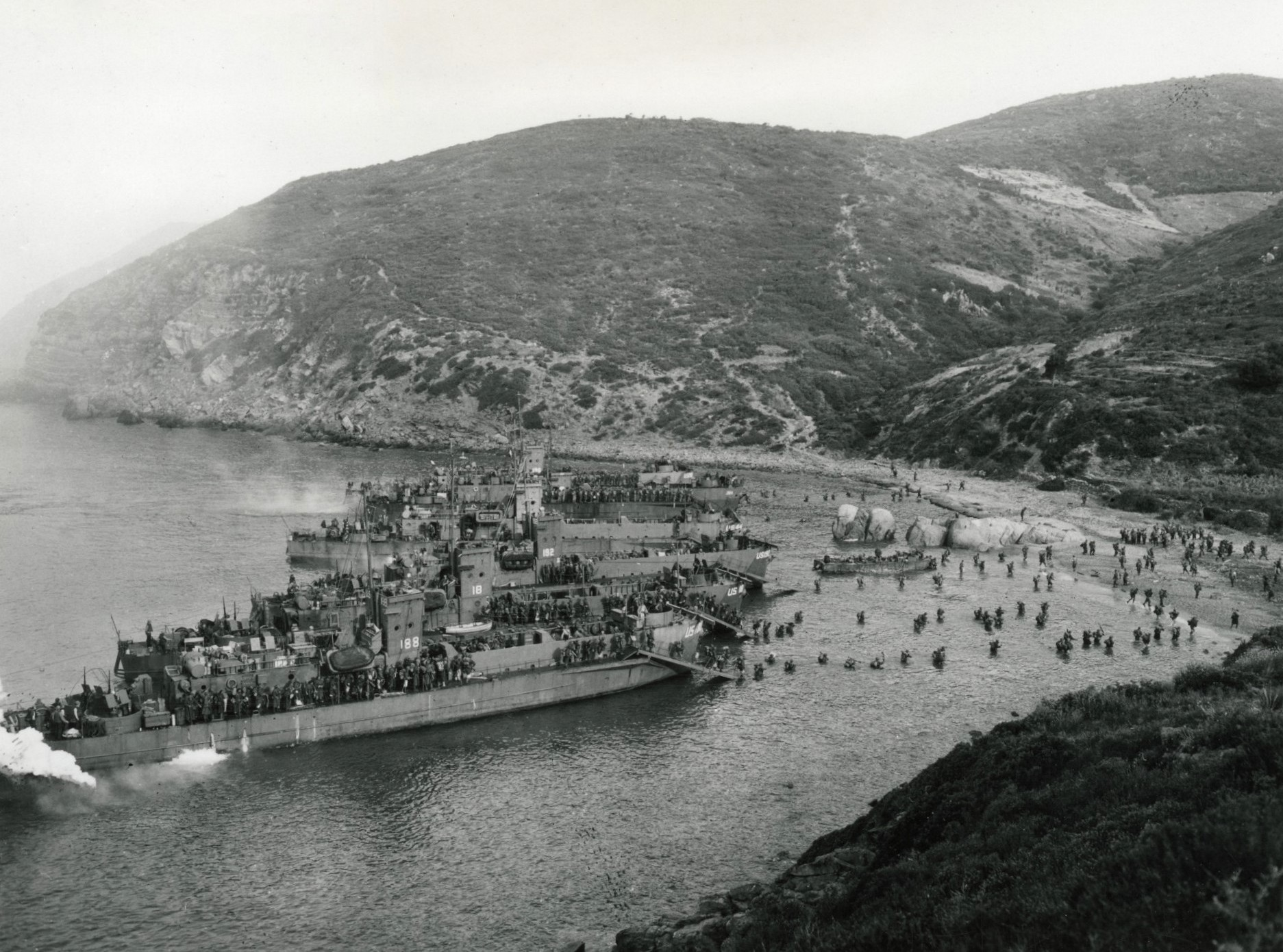
Le truppe francesi sbarcano sulla spiaggia di Fonza il 17 giugno 1944.

La spiaggia di Fonza è un'insenatura sulla costa meridionale dell'isola d'Elba, nota per essere stata teatro, durante la seconda guerra mondiale, dello sbarco degli Alleati avvenuto il 17 giugno 1944 nel contesto dell'Operazione Brassard.
Il toponimo deriverebbe dal latino fons («sorgente»). La spiaggia è costituita da sabbia granulosa che trae origine dal deterioramento del porfido granodioritico.
Sull'arenile esiste un'estesa stazione di Glaucium flavum.